# Episodi di Beetleborgs - Quando si scatena il vento dell'avventura (seconda stagione)
La seconda stagione della serie televisiva Beetleborgs - Quando si scatena il vento dell'avventura, intitolata Beetleborgs Metallix, è composta da 35 episodi, andati in onda negli Stati Uniti dall'8 settembre 1997 su Fox Kids e in Italia su Italia 1.
| n° | Titolo originale                   | Titolo italiano                | Prima TV USA      | Prima TV Italia |
| -- | ---------------------------------- | ------------------------------ | ----------------- | --------------- |
| 01 | Crush of the Crustaceans           | Un nemico imbattibile          | 8 settembre 1997  |                 |
| 02 | Metallix Rising                    | I nuovi disegni                | 9 settembre 1997  |                 |
| 03 | Battle Station Alert               | Liberare Art !                 | 10 settembre 1997 |                 |
| 04 | Ghoul Trouble                      | L'intrusa                      | 11 settembre 1997 |                 |
| 05 | Totally Slammin' Sector Cycles     | Canto ammaliatore              | 12 settembre 1997 |                 |
| 06 | Headless Over Heels                | Il cavaliere senza testa       | 15 settembre 1997 |                 |
| 07 | Monster Imposter                   | La spia                        | 16 settembre 1997 |                 |
| 08 | Horror Hotel                       | L'albergo                      | 17 settembre 1997 |                 |
| 09 | Les Is More                        | Chi l'avrebbe mai detto...     | 18 settembre 1997 |                 |
| 10 | Sunset Boo-Levard                  | Viale del tramonto             | 19 settembre 1997 |                 |
| 11 | Extra... Beetleborgs Revealed      | Identità segreta               | 22 settembre 1997 |                 |
| 12 | Who's That Ghoul?                  | Il cacciatore                  | 23 settembre 1997 |                 |
| 13 | Attack of the Brain Suckers        | Un nuovo fumetto               | 24 settembre 1997 |                 |
| 14 | Don't Fear the Reaper              | La successione                 | 29 settembre 1997 |                 |
| 15 | The Old Gray Flabber               | Il ritratto di Flabber         | 3 ottobre 1997    |                 |
| 16 | Son of Frankenbeans                | Il fratellino di Frankie       | 10 ottobre 1997   |                 |
| 17 | How Does Your Garden Grow?         | Una piantina mostruosa         | 20 ottobre 1997   |                 |
| 18 | The Curse of the Mummy's Mommy     | L'anello magico                | 30 ottobre 1997   |                 |
| 19 | Halloween Haunted House of Horrors | La festa di Halloween          | 31 ottobre 1997   |                 |
| 20 | Booger Man                         | La Babau                       | 3 novembre 1997   |                 |
| 21 | The Poe and the Pendulum           | La scommessa                   | 6 novembre 1997   |                 |
| 22 | The Lost Comic                     | Avventura astrale              | 7 novembre 1997   |                 |
| 23 | Enter the Dragonborg               | Un nemico astrale              | 10 novembre 1997  |                 |
| 24 | To Foretell the Truth              | Le monete scomparse            | 14 novembre 1997  |                 |
| 25 | Wolfie's Wild Ride                 | Sogni di gloria                | 17 novembre 1997  |                 |
| 26 | Lady and the Champ                 | La signora venuta dalle stelle | 21 novembre 1997  |                 |
| 27 | Astral Ransom                      | Il riscatto                    | 24 novembre 1997  |                 |
| 28 | Astral Ambush                      | Un'occasione per festeggiare   | 25 novembre 1997  |                 |
| 29 | Roboborg                           | Finalmente torna la serenità   | 26 novembre 1997  |                 |
| 30 | Mega Spectra Beetleborgs           | I mega poteri                  | 9 febbraio 1998   |                 |
| 31 | Battle of the Giants               | Scontro fra giganti            | 10 febbraio 1998  |                 |
| 32 | Robo Rumble                        | Conosci i crostacei            | 16 febbraio 1998  |                 |
| 33 | Super Fang                         | Un supereroe alla riscossa     | 17 febbraio 1998  |                 |
| 34 | Experiment in Evil                 | L'esperimento                  | 23 febbraio 1998  |                 |
| 35 | Mega Borg Power                    | Scontro finale                 | 2 marzo 1998      |                 |